# House for Hunger
House for Hunger fue una gira del músico Avicii anunciada en 2011, donde este donó todos sus ingresos de la gira a la organización benéfica Feeding America.

## Visión general
La gira contó con 26 espectáculos en 27 días y recaudó más de $1 millón de dólares para Feeding America, que se estimó que proporcionaría 8 millones de comidas a familias en todo Estados Unidos.
Los esfuerzos de la gira continuaron en 2013 con Avicii donando de nuevo fondos durante dos actuaciones en la semana de los Grammy a la Fundación FEED. La presidenta y cofundadora de Feeding America, Lauren Bush, dijo: «Estamos encantados de ser los beneficiarios de los continuos esfuerzos de Avicii y House of Hunger para recaudar fondos para la lucha contra el hambre. Avicii realmente está liderando la tarea de inspirar a los jóvenes y a la industria de la música house para que se involucren y retribuyan». Se estimó que la donación proporcionaría 2 millones de medios escolares a programas en las partes más pobres de África.

## Fechas de tour
| Fecha               | Ciudad       | País           | Lugar                             |
| ------------------- | ------------ | -------------- | --------------------------------- |
| 5 de enero de 2012  | Detroit      | Estados Unidos | The Fillmore Detroit              |
| 6 de enero de 2012  | Minneapolis  | Estados Unidos | Epic Nightclub                    |
| 7 de enero de 2012  | Milwaukee    | Estados Unidos | The Rave                          |
| 8 de enero de 2012  | Pittsburgh   | Estados Unidos | Anfiteatro Stage AE               |
| 9 de enero de 2012  | Hanover      | Estados Unidos | Dartmouth College                 |
| 10 de enero de 2012 | San Luis     | Estados Unidos | The Pageant                       |
| 12 de enero de 2012 | Kansas City  | Estados Unidos | Teatro Midland                    |
| 13 de enero de 2012 | Boulder      | Estados Unidos | Teatro Boulder                    |
| 14 de enero de 2012 | Reno         | Estados Unidos | Salón de baile del centro de Reno |
| 15 de enero de 2012 | Tucson       | Estados Unidos | Universidad de Arizona            |
| 15 de enero de 2012 | Phoenix      | Estados Unidos | Centro de Convenciones de Phoenix |
| 16 de enero de 2012 | Austin       | Estados Unidos | Salón de la Música de Austin      |
| 17 de enero de 2012 | San Antonio  | Estados Unidos | Cowboys Dancehall                 |
| 18 de enero de 2012 | El Paso      | Estados Unidos | Centro de eventos de Buchanan     |
| 19 de enero de 2012 | Houston      | Estados Unidos | Stereo Live                       |
| 20 de enero de 2012 | Dallas       | Estados Unidos | The Palladium                     |
| 21 de enero de 2012 | Nueva York   | Estados Unidos | Discoteca Lavo                    |
| 24 de enero de 2012 | Madison      | Estados Unidos | Teatro Orpheum                    |
| 25 de enero de 2012 | Seattle      | Estados Unidos | Teatro Paramount                  |
| 26 de enero de 2012 | Rochester    | Estados Unidos | Main Street Armory                |
| 27 de enero de 2012 | Orlando      | Estados Unidos | Universidad de Florida Central    |
| 28 de enero de 2012 | San Juan     | Estados Unidos | Coliseo de Puerto Rico            |
| 29 de enero de 2012 | Squaw Valley | Estados Unidos | Summit Series                     |
| 30 de enero de 2012 | Kingston     | Estados Unidos | Ryan Center                       |
| 31 de enero de 2012 | Amherst      | Estados Unidos | Mullins Center                    |